# 氯鉑酸
氯铂酸，或称六氯铂酸、六水合六氯合鉑（IV）酸，是一个无机化合物，其化學式為 H2PtCl6·(H2O)6。氯鉑酸是最快捷容易取得的鉑（俗名白金）的化合物。氯鉑酸很少在純淨狀態取得。氯鉑酸在商業交易中通常以氯鉑酸的水合氢离子盐形式出售。所以，氯鉑酸实际的化學式用[H3O]2[PtCl6]·4H2O.(5,6)来描述较恰当。相应的氯钯酸[H3O]2[PdCl6]極度不穩定，尚未制纯。

## 製備
氯鉑酸的製法是把鉑金屬溶解在王水中。這個反應的產物是H2PtCl6，而非以前认为的含氮铂化合物。氯鉑酸是一紅棕色固體，它可以從蒸發其溶液取得。
Pt + 4 HNO3 + 6 HCl → H2PtCl6 + 4 NO2 + 4 H2O
其他合適的氯鉑酸製法也有讓人研究出來，但舊式文獻中所記的製法比較不可靠。

## 應用

### 檢測鉀
氯鉑酸常用作檢測鉀离子的存在。鉀离子可與氯鉑酸生成氯鉑酸鉀。檢測過程是在85% (v/v)酒精中與過量的氯鉑酸反應，之後把生成的沉澱物量度重量，從而測出鉀含量。鉀可以在氯鉑酸溶液濃度0.02到0.2% 間準確測定(m/v)。
這個測定法比亚硝酸钴钠測定法方便，因為氯鉑酸測定法只涉及一個生成沉澱物的反應。

### 催化作用
如大部分鉑化合物一樣，氯鉑酸可作為催化劑。

### 制备铂石棉
将石棉浸泡在H2[PtCl6]溶液中，强热使其分解，可以得到披铂石棉。

## 相關化合物
氯鉑酸是由王水製備的，副產物是(NO)2PtCl6。它來自亞硝酰氯與鉑金屬在王水中的反應。

## 延伸閱讀
- Schweizer, A. E.; Kerr, G. T. . Inorganic Chemistry. 1978-08-01, 17 (8): 2326–2327  [2021-10-12]. ISSN 0020-1669. doi:10.1021/ic50186a067. （原始内容存档于2021-10-27） （英语）.
- Wiberg, Egon; Wiberg, Nils; Holleman, A. F. . San Diego; Berlin; New York: Academic Press ; De Gruyter. 2001  [2021-10-12]. ISBN 978-0-12-352651-9. OCLC 48056955. （原始内容存档于2021-12-17）.